# Armazenagem

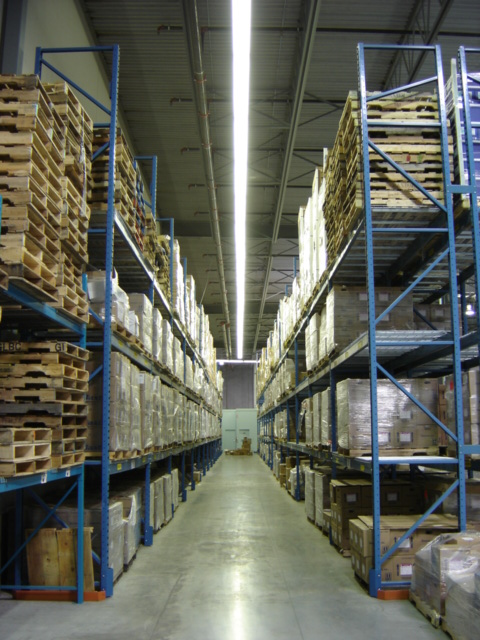
Vista geral de um armazém

A armazenagem é constituída por um conjunto de funções de recepção, descarga, carregamento, arrumação e conservação de matérias-primas, produtos acabados ou semi-acabados. Uma vez que este processo envolve mercadorias, este apenas produz resultados quando é realizada uma operação, nas existências em trânsito, com o objectivo de lhes acrescentar valor (Dias, 2005, p. 189). Pode-se definir a missão da armazenagem como o compromisso entre os custos e a melhor solução para as empresas. Na prática isto só é possível se tiver em conta todos os factores que influenciam os custos de armazenagem, bem como a importância relativa dos mesmos (Casadevante, 1974, p. 26).

## Importância
De forma a ir ao encontro das necessidades das empresas, e uma vez que os materiais têm tempos mortos ao longo do processo, estes necessitam de uma armazenagem racional e devem obedecer a algumas exigências (Casadevante, 1974, p. 22):
- Quantidade: a suficiente para a produção planejada;
- Qualidade: a recomendada ou pré-definida como conveniente no momento da sua utilização;
- Oportunidade: a disponibilidade no local e momento desejado;
- Preço: o mais económico possível dentro dos parâmetros mencionados.

## Vantagens
A armazenagem quando efetuada de uma forma racional poderá trazer inúmeros benefícios, os quais se traduzem diretamente em reduções de custos. Se não vejamos (Casadevante, 1974, p. 28):
- Redução de risco de acidente e consequente aumento da segurança;
- Satisfação e aumento da motivação dos trabalhadores;
- Incremento na produção e maior utilização da tecnologia;
- Melhor aproveitamento do espaço;
- Redução dos custos de movimentações bem como das existências;
- Facilidade na fiscalização do processo e consequente diminuição de erros;
- Redução de perdas e inutilidades;
- Versatilidade perante novas condições

## Desvantagens
Algumas desvantagens da armazenagem são segundo Krippendorff (1972, p. 24):
- Os materiais armazenados estão sujeitos a capitais os quais se traduzem em juros a pagar;
- A armazenagem requer a ocupação de recintos próprios ou o aluguel que se traduz em rendas;
- A armazenagem requer serviços administrativos;
- A mercadoria armazenada têm prazos de validade que têm de ser respeitados;
- Um armazém de grandes dimensões implica elevados custos de movimentações;
- um armazém de grande porte necessita de maquinas com tecnologia.

## Fatores que afetam a armazenagem
Na armazenagem pode-se considerar que intervém uma série de variáveis, as quais se denominam “fatores”. Estes possuem uma influência específica para cada caso e têm um papel preponderante na realização de uma boa armazenagem (Casadevante, 1974, p. 45). Se não veja-se:
- O material

O material é destacado como o principal item da armazenagem. Este pode ser diferenciado pela sua utilização, consumo, e apresentação, bem como outras características especiais que podem ser determinantes nas medidas a adaptar, devendo-se por isso classificar os materiais tendo em conta diversos itens (Casadevante, 1974, p. 62).
- A espera

A espera é destacada como grande impulsionadora da armazenagem. Esta traduz-se na antecipação com que os materiais devem ser colocados na empresa à espera de serem utilizados no processo (Casadevante, 1974, p. 62).
- A existência

A existência traduz-se na acumulação ou reunião de materiais em situação de espera. Este conceito também se pode estender à quantidade de cada material em espera num armazém (Casadevante, 1974, p. 62).
- O tráfego

O tráfego está incutido no processo de armazenagem, pois este envolve a reunião de homens, máquinas e principalmente dos materiais. O tráfego contém geralmente operações com (Casadevante, 1974, p. 72):
- Desacomodação
- Carregamento
- Movimentações internas do local
- Movimentações externas do local
- Descarregamento
- Colocações

## Custos
Na armazenagem os custos envolvidos são geralmente fixos e indiretos, percebendo-se desde logo a dificuldade da gestão das operações e principalmente o impacto dos custos. Por outro lado, a alta parcela dos custos fixos na armazenagem potencia a que os custos sejam proporcionais à capacidade existente no armazém, isto é, independentemente deste estar vazio ou cheio, os custos continuarão os mesmos uma vez que o espaço, os trabalhadores, os equipamentos e outros investimentos continuam a existir. Na análise de custos deve-se começar pela identificação dos itens responsáveis, que podem ser equipamentos, alugueres de armazém e outros, e prosseguir com o cálculo dos mesmos (Dias, 2005, p. 191).

## Armazenagem em função das prioridades
Não existe nenhuma norma que regule o modo como os materiais devem estar dispostos no armazém, porém essa decisão depende de vários factores. Senão veja-se:
- Armazenagem por agrupamento

Esta espécie de armazenagem facilita a arrumação e busca de materiais, podendo prejudicar o aprovisionamento do espaço. É o caso dos moldes, peças, lotes de aprovisionamento aos quais se atribui um número que por sua vez pertence a um grupo, identificando-os com a divisão da estante respectiva (Krippendorff, 1972, p. 110).
- Armazenagem por tamanho, peso e característica do material

Neste critério o talão de saída deve conter a informação relativa ao sector do armazém onde o material se encontra. Este critério permite um melhor aprovisionamento do espaço, mas exige um controlo rigoroso de todas as movimentações (Krippendorff, 1972, p. 110).
- Armazenagem por frequência

O controle através da ficha técnica permite determinar o local onde o material deverá ser colocado, consoante a frequência com que este é movimentado. A ficha técnica também consegue verificar o tamanho das estantes, de modo a racionalizar o aproveitamento do espaço (Krippendorff, 1972, p. 110).
- Armazenagem com separação entre lote de reserva e lote diário

Esta armazenagem é constituída por um segundo armazém de pequenos lotes o qual se destina a cobrir as necessidades do dia-a-dia. Este armazém de movimento possui uma variada gama de materiais (Krippendorff, 1972, p. 111).
- Armazenagem por sectores de montagem

Neste tipo de armazenagem as peças de série são englobadas num só grupo, de forma a constituir uma base de uma produção por família de peças. Este critério conduz à organização das peças por prioridades dentro de cada grupo (Krippendorff, 1972, p. 111).
A mecanização dos processos de armazenagem fará com que o critério do percurso mais breve e de menor frequência seja implementado na elaboração de novas técnicas de armazenagem (Krippendorf, 1972, p. 111).

## Tipos de armazenagem
- Armazenagem temporária

Aqui podem ser criadas armações corridas de modo a conseguir uma arrumação fácil do material, colocação de estrados para uma armazenagem direta, pranchas entre outros. Aqui a força da gravidade joga a favor (Krippendorf, 1972, p. 59).
- Armazenagem permanente

É um processo predefinido num local destinado ao depósito de matérias. O fluxo de material determina (Krippendorf, 1972, p. 60):
- - A disposição do armazém - critério de armazenagem;
  - A técnica de armazenagem - espaço físico no armazém;
  - Os acessórios do armazém;
  - A organização da armazenagem.

- Armazenagem interior/exterior

A armazenagem ao ar livre representa uma clara vantagem a nível económico, sendo esta muito utilizada para material de ferragens e essencialmente material pesado (Krippendorf, 1972, p. 60).

## Movimentação na armazenagem
A movimentação é um factor de extrema importância na armazenagem, da qual se destaca (Krippendorf, 1972, p. 60-61):
- Ponte móvel ou ponte rolante sobre o armazém

Na ponte móvel o material é colhido verticalmente, o que ajuda nos acessos. É o caso do material metálico, que implica uma  armazenagem de curta distância.
- Armazém munido de guindaste em rodas

Para o guindaste em rodas já são precisos acessos de maior dimensão, pois este guindaste não possui um grande alcance. O guindaste têm de estar bem firme, ao passo que o material necessita de carris ou pranchas para ser movimentado.
- Movimentação por empilhador ao ar livre

Para a utilização do empilhador ao ar livre são necessários bons acessos. O material têm de ser previamente colocado em estrados, visto que o empilhador não tem ajudas. O solo deve ser firme e consistente.

## Armazenagem em função dos materiais
A armazenagem deve ter em conta a natureza dos materiais de modo a obter-se uma disposição racional do armazém, sendo importante classificá-los (Krippendorff, 1972, p. 61-62):
- Material diverso

O principal objectivo é agregar o material em unidades de transporte e armazenagem tão grandes quanto possíveis, de modo a preencher o veiculo por completo.
- Material a granel

A armazenagem deste material deve ocorrer nas imediações do local de utilização, pois o transporte deste tipo de material é dispendioso. Para grandes quantidades deste material a armazenagem faz-se em silos ou reservatórios de grandes dimensões. Para quantidades menores utilizam-se bidões, latas e caixas.
- Líquidos

Nos líquidos aplica-se a mesma lógica do material a granel. Estes têm a vantagem de poderem ser directamente conduzidos do local de armazenagem para a fábrica através de condutas.
- Gases

Os gases obedecem a medidas especiais de precaução, uma vez que tornam-se perigosos ao estarem sujeitos a altas pressões e serem inflamáveis. Por sua vez a armazenagem de garrafas de gás está sujeita a regras específicas e as unidades de transporte são por norma de grandes dimensões.